# ميريام فيكسيبرون
ميريام فيكسيبرون (بالألمانية; Mirjam Weichselbraun, ولدت في 27 سبتمبر 1981 في إنسبروك، النمسا) مضيفة وممثلة تلفزيونية نمساوية، اشتهر في النمسا لتقديم برنامج نجوم الرقص، دار أوبرا فيينا. وقد اشتهرت خارج النمسا لتقديمها مسابقة الأغنية الأوروبية 2015.
بصحبة أليس توملر وأرابيلا كيسباور في قاعة فينا ستاتال في مدينة فيينا

## روابط خارجية
- الموقع الرسمي
- ميريام فيكسيبرون على موقع IMDb (الإنجليزية)
- ميريام فيكسيبرون على موقع ألو سيني (الفرنسية)
- ميريام فيكسيبرون على موقع ميوزك برينز (الإنجليزية)
- ميريام فيكسيبرون على موقع أول موفي (الإنجليزية)
- ميريام فيكسيبرون على موقع قاعدة بيانات الفيلم (الإنجليزية)